# A tiniboszorkány
A tiniboszorkány (eredeti cím: Foeksia de miniheks) egész estés holland film, amelyet Johan Nijenhuis rendezett. A forgatókönyvet Sander de Regt írta, a zenéjét Matthijs Kieboom szerezte, a producere Alain De Levita, a főszerepben Rachelle Verdel látható. A Nijenhuis & de Levita Film készítette, a Walt Disney Pictures forgalmazta. 
Hollandiában 2010. október 6-án, Magyarországon pedig 2012. április 16-án mutatták be a mozikban, később az M2-n vetítették le.

## Szereplők
| Szereplő   | Színész                  | Magyar hang |
| ---------- | ------------------------ | ----------- |
| Foeksia    | Rachelle Verdel          | ?           |
| Kwark      | Porgy Franssen           | ?           |
| Oom Rogier | Marcel Hensema           | ?           |
| Minuul     | Annet Malherbe           | ?           |
| Tommie     | Lorenso van Sligtenhorst | ?           |